# Rick van den Hurk
Henricus (Rick) Nicolas van den Hurk (Eindhoven, 22 mei 1985) is een voormalig Nederlands honkballer. Hij was werper bij de Fukuoka SoftBank Hawks in Japan waarmee hij vijf maal (2015 en 2017-2020) de Japan Series won.
Hij begon zijn carrière bij Twins in Oosterhout. Aanvankelijk was hij catcher en buitenvelder. Als zestienjarige werd hij gescout door Chicho Jesurun, waardoor hij de Playball Baseball Academy van de Marlins in Fort Lauderdale kon volgen. Hij beviel zo goed dat hij een jaar later al een profcontract kreeg. Van den Hurk speelde in de Rookie League voor de Gulf Coast Marlins en daarna voor de Jupiter Hammerheads in de Single A Advanced.
In 2004 werd hij door bondscoach Robert Eenhoorn opgeroepen voor het Nederlands team, maar omdat hij herstellende was van een heupblessure maakte hij geen deel uit van de selectie voor de Olympische Spelen in Athene.
Op 10 april 2007 maakte Van den Hurk zijn debuut in de Major League, nadat de vaste werper van de Marlins geblesseerd was geraakt. In de wedstrijd tegen de Milwaukee Brewers stond hij als startende werper 4 2/3 innings op de heuvel. Hij stond de tegenstander slechts één punt toe. Hij is de veertiende Nederlandse honkballer in de geschiedenis die in de Major League uitkomt.
In 2010 speelde van den Hurk eerst bij de Triple-A (minor league) New Orleans Zephyrs. Op 31 juli 2010 werd hij door de Marlins geruild tegen Will Ohman van de Baltimore Orioles, speelde even bij de Norfolk Tides, maar werd op 16 augustus opgeroepen door de Orioles. In 2011 werd hij na de spring training weer naar de Norfolk Tides gestuurd om in september opnieuw te worden opgeroepen. Ondanks enkele goede prestaties als invallend werper, wist hij niet te imponeren als startend werper.
In februari 2012 werd Van den Hurk ontslagen door de Orioles en tekende hij vervolgens bij de Toronto Blue Jays. Na een moeizame spring training waarin hij via waivers op 21 maart 2012 bij de Cleveland Indians terechtkwam, werd hij door de laatste uiteindelijk terug verwezen naar de Minor League. Van den Hurk weigerde en werd free agent. Op 11 april 2012 tekende hij echter weer een Minor League contract bij de Pittsburgh Pirates, die hem naar de minor league Bradenton Marauders stuurden voor een wedstrijd, waarna hij bij de Indianapolis Indians terechtkwam. Daar herpakte Van den Hurk zich en hij werd op 10 september 2012 door de Pirates opgeroepen om zijn rentree te maken in de Major League.
Op 7 januari 2013 werd bekend dat Van den Hurk zijn carrière vervolgt in Zuid-Korea waar hij een seizoen speelde bij de Samsung Lions en in 2013 en 2014 de Korean Series won.
Het volgende jaar ging hij naar Japan naar de Fukuoka SoftBank Hawks. In februari 2021 tekende hij bij de Tokyo Yakult SwallowsSwallows waar hij in september van dat jaar zijn spelerscarrière beindigde.
Op 11 mei 2022 werd bekendgemaakt dat Rick van den Hurk technisch directeur van de KNBSB wordt.